# Instant Karma (album)
Az Instant Karma a Sugarloaf együttes 5. stúdióalbuma, mely 2011. március 28-án jelent meg.
Az új lemez több mint egy évig készült. A dalok többsége könnyedebb módon, de társadalomkritikát próbál kifejezni.[forrás?]
A korongra rögzített számokban véleményt formálnak többek közt a hazai celebvilágról, vagy a média által elmondott, nem feltétlen igaz állításokról. Megemlítik még a szerelmet klasszikus és fájdalmasabb formában is. Érdekesség, hogy a Neoton Família kérésére egy régi klasszikusukat is feldolgozták. 
A lemez zárószáma a Viasat 3 valóságshow-jának, az Éden Hotelnek a főcímdala.

## Számlista
| 1.                     | Szervusztok celebek | 4:09 |
| 2.                     | Dolce Vita          | 4:05 |
| 3.                     | Instant Karma       | 3:59 |
| 4.                     | Szinesztézia        | 4:07 |
| 5.                     | Én vagyok a lány    | 3:53 |
| 6.                     | Neked!              | 3:27 |
| 7.                     | Hangok szárnyán     | 3:31 |
| 8.                     | Szabadság-álarc     | 3:05 |
| 9.                     | Életfogytig         | 3:24 |
| 10.                    | Nyár van            | 4:19 |
| 11.                    | Álomvadász          | 3:43 |
| 12.                    | Hotel Éden          | 3:52 |
| Teljes játékidő: 45:40 |                     |      |